# Geoff Bent
Geoffrey Bent (Salford, 27 de septiembre de 1932-Múnich, 6 de febrero de 1958) fue un futbolista inglés que jugó como lateral en el Manchester United desde 1948 hasta 1958. Fue uno de los Busby Babes, el joven equipo formado bajo el mando de Matt Busby a mediados de la década de 1950. Bent solo disputó doce partidos con el primer equipo del Manchester United, que ya contaba con un lateral izquierdo de calidad internacional en Roger Byrne. Los escritores modernos especulan que, en la mayoría de los otros equipos, Bent habría sido un titular habitual, y fue objeto de interés de otros clubes de Primera División, pero Busby se negó a dejarlo irse. Fue uno de los ocho jugadores del Manchester United que perdieron la vida en el desastre aéreo de Múnich, cuando su avión se estrelló en su tercer intento de despegar de una pista cubierta de aguanieve en el aeropuerto de Múnich-Riem después de un partido de la Copa de Europa en Belgrado.

## Primeros años de vida
Geoffrey Bent nació en Irlams o' th' Height en Salford, Lancashire, el 27 de septiembre de 1932. Era el único hijo de Clifford Bent, un hombre de superficie en Sandhole Colliery, y su esposa Clara Dunning. Creció en una familia de clase trabajadora típicamente matriarcal; su padre era el único que ganaba dinero, pero su madre dirigía la casa y tenía más influencia sobre su hijo. La familia vivía en una pequeña casa en Jacksons Buildings en la parte trasera de una tienda; la única entrada era desde un callejón lateral y no tenía baño interior. Bent recibió su educación en Swinton; primero asistió a la escuela secundaria St John's y luego recibió una beca para la escuela secundaria Tootal Road. Bent era miembro tanto de los Boy Scouts como de la Boys' Brigade, y un gran nadador. En 1946, a la edad de 13 años, Bent salvó a otro niño de ahogarse en el canal de Manchester y Salford Junction, y recibió una medalla de su Humane Society local.
Aunque Bent fue alentado a jugar a la rugby league tanto por su padre, que apoyaba al club Swinton local, como por uno de sus maestros, solo estuvo interesado en jugar fútbol de asociación. Bent comenzó como delantero, jugando como interior izquierdo, pero luego pasó a la defensa, primero como lateral medio y luego como lateral izquierdo. Jugó para Barton Villa en la liga local de fútbol y, en la temporada 1946-1947, fue el capitán del equipo Salford Schoolboys en la victoria en el English School's Trophy, venciendo a un equipo de Leicester en la final. Sus actuaciones para Salford llamaron la atención de varios clubes destacados. La madre de Bent, Clara, no quería que se fuera de casa y lo convenció para que firmara un contrato con el Manchester United. En ese momento, a los jugadores no se les permitía firmar un contrato profesional con un equipo hasta que hubieran dejado la escuela, por lo que, como muchos de sus compañeros de equipo, Bent también tomó un aprendizaje como carpintero, un oficio que continuó durante las vacaciones de verano entre las temporadas de fútbol. Durante las primeras etapas de su tiempo con el Manchester United, Bent conoció a Marion Mallandaine, inicialmente cuando había estado saliendo con su hermana menor, Betty. Su relación con Betty no duró mucho, y se estableció con Marion, con quien se casó el 27 de junio de 1953 en Pendlebury, y la pareja se mudó más tarde a una de las casas del club de fútbol en King's Road, no lejos de la casa del club de Old Trafford.

## Carrera en el Manchester United
Bent inicialmente se unió al Manchester United como jugador de prueba en agosto de 1948, luego como aficionado junto con su aprendizaje en mayo de 1949. Durante los años siguientes, jugó para los equipos juveniles y de reserva del United, donde se destacó. El Manchester United tenía un núcleo de jugadores jóvenes y prometedores, por lo que estos equipos solían ser muy fuertes; Bent apareció junto a jugadores como Bobby Charlton, Wilf McGuinness, David Pegg y Duncan Edwards. En abril de 1951, a los 18 años, Bent firmó un contrato profesional con el equipo.
Se esperaba que Bent reemplazara a John Aston Sr. en el lateral izquierdo del primer equipo del Manchester United; Aston era uno de los jugadores mayores del equipo y las lesiones lo llevaron a retirarse al final de la temporada 1953-54. Sin embargo, el compañero de equipo de Bent, Roger Byrne, había dejado en claro a principios de la temporada 1952-53 que quería jugar en el lateral izquierdo, solicitando una transferencia cuando el técnico del Manchester United, Matt Busby, lo colocó en la banda izquierda. Busby cedió y Byrne volvió al lateral izquierdo. Byrne se convirtió en capitán del Manchester United en febrero de 1954, y estaba claro que Bent no sería el preferido para el puesto.
Bent hizo su debut en el primer equipo con el Manchester United en diciembre de 1954 contra el Burnley, en lugar de Byrne, quien tenía una lesión en el cuello. Apareció una vez más esa temporada, cuando Byrne estaba de servicio internacional para Inglaterra en abril. Las apariciones de Bent fueron de nuevo esporádicas en la siguiente temporada como suplente de Byrne o Bill Foulkes; tocó tres veces en octubre, y luego una vez en abril. Los comentaristas modernos sugieren que en casi cualquier otro club de Primera División, Bent habría sido un miembro regular del primer equipo, y solicitó dos veces una transferencia. En ambas ocasiones, Busby rechazó la solicitud, explicando que era demasiado valioso para que el club lo perdiera. Su esposa, Marion, creía que varios otros equipos de Primera División estaban interesados en Bent, incluido el Wolverhampton Wanderers, que junto con el Manchester United fueron uno de los clubes más exitosos de la década de 1950. En 1956-57, Bent tocó seis veces, cada vez reemplazando a Byrne o Foulkes.
A pesar de sus infrecuentes apariciones en el primer equipo, se pensaba bien en Bent, tanto dentro del club, como lo demuestra la negativa de Busby a venderlo a un rival, como más allá. En un artículo publicado en el Manchester Evening News en 1955, Byrne describió el efecto positivo que tenía en el equipo tener jugadores de reserva fuertes como Bent, a quien llamó un «perspectiva valiosa», especificando que; «Por mi parte, realmente tengo que esforzarme para mantener mi posición». Más tarde, Foulkes se hizo eco de las afirmaciones de que Bent habría sido un habitual del primer equipo para la mayoría de los otros clubes, y lo describió como «tranquilo y más estudioso» que muchos de sus compañeros de equipo. En su historia de las víctimas del desastre aéreo de Munich, Jeff Connor describe a Bent como «alto, bien formado y un fuerte tacleador», mientras que su biografía en The Official Manchester United Illustrated Encyclopedia lo llama un «buen tacleador y certero pasador».

## Desastre aéreo de Múnich

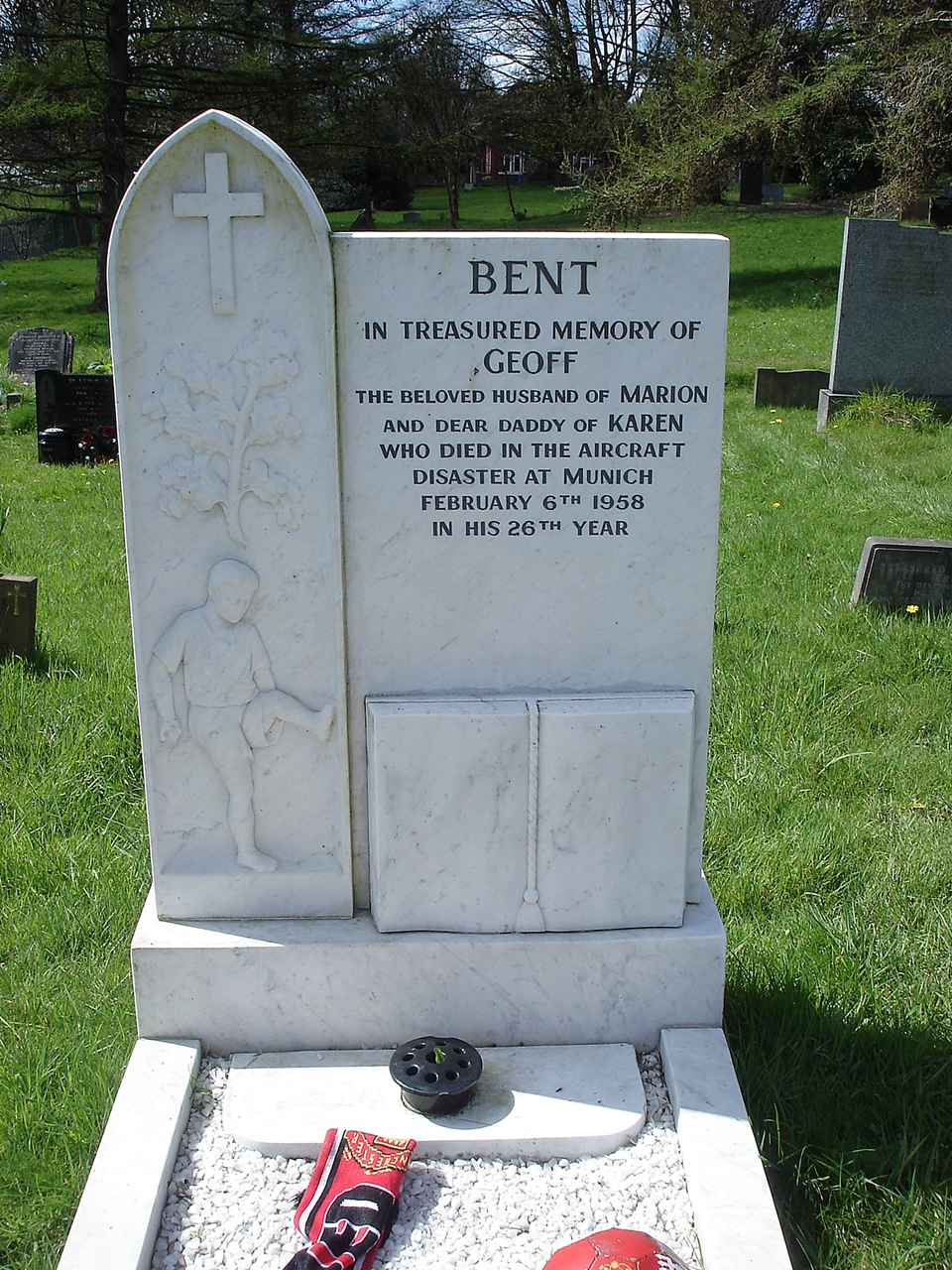
Lápida en el cementerio de St. John.

Bent no jugó ningún partido del primer equipo durante la temporada 1957-58, después de haber estado al margen durante varios meses con un pie roto, la segunda lesión de este tipo que había sufrido durante su tiempo con el club. Iba con muletas cuando visitó el hospital en septiembre de 1957 por el nacimiento de su hija, Karen.
En febrero de 1958, Bent estaba completamente recuperado y había vuelto a la acción para el equipo de reserva. Inicialmente no fue incluido en el grupo de viaje para el partido de vuelta de los cuartos de final de la Copa de Europa contra el Estrella Roja de Belgrado. A Bent no le gustaba volar; sufría hemorragias nasales y requería gotas para los oídos cuando lo hacía, y Ronnie Cope viajaría con el equipo como reserva para la experiencia de un encuentro europeo fuera de casa. Sin embargo, en los días previos al viaje, Byrne se quejó de una lesión, por lo que Busby llamó a Bent para el viaje. Bent se quejó con su esposa sobre el viaje y dijo: «No sé por qué me llevan, porque estoy seguro de que Roger estará en forma». En última instancia, se demostró que Bent tenía razón; Byrne se recuperó y jugó el partido, que el United empató 3-3, lo que aseguró que ganaran la eliminatoria de ida y vuelta y avanzaran a las semifinales.
La nieve había estado cayendo durante la mayor parte del partido en Belgrado, pero el clima era mejor para el vuelo de regreso del equipo a la mañana siguiente. Sin embargo, cuando la aeronave se acercaba al aeropuerto de Munich-Riem, la nieve empeoró una vez más. El avión aterrizó sin problemas y los jugadores desembarcaron mientras el avión repostaba. Poco tiempo después, con los pasajeros de regreso a bordo, el avión hizo dos intentos fallidos de despegar, cada vez con aparentes problemas en el motor. Se pidió a los pasajeros que desembarcaran nuevamente mientras los pilotos discutían el tema con el personal de tierra y quince minutos después estaban listos para volver a intentarlo. En el tercer intento, el avión alcanzó 117 nudos (217 km/h; 135 mph), la velocidad de decisión de despegue del avión, la velocidad por encima de la cual el despegue ya no se puede abortar de manera segura, pero luego el avión golpeó aguanieve en la pista y redujo la velocidad. El avión no pudo despegar y se estrelló al final de la pista, atravesó la cerca de la barrera y cruzó una carretera. Diferentes partes del avión golpearon un árbol, una casa y una cabaña de madera que explotó. Bent fue una de las veintiuna personas que murieron antes de que llegaran los servicios de emergencia, un número de muertos que incluía a ocho periodistas y siete jugadores del Manchester United. Dos más murieron a causa de sus heridas durante las siguientes semanas, lo que elevó el número total de muertes a veintitrés. El funeral y el entierro de Bent se llevaron a cabo el 13 de febrero en la iglesia de St. John en Pendlebury.

## Legado
Aunque no era un titular habitual, se consideraba a Bent como uno de los Busby Babes, el joven equipo formado en el Manchester United bajo la dirección del entrenador Matt Busby en la década de 1950 que ganó la Football League en 1955-56 y 1956-57. El nombre de Bent, junto con los otros que murieron en Múnich, aparece en una placa conmemorativa en Old Trafford, y también hay una piedra conmemorativa en Múnich, cerca del lugar del accidente. El estado de abandono de su tumba ha sido una historia regular en la prensa; en 1988, el Manchester Evening News publicó una historia en la que la viuda de Bent dijo que no tenía recursos para mantener la tumba. Historias similares aparecieron en 2005 y 2015; en cada caso, el Manchester United dijo que buscaría proporcionar un mantenimiento regular.